# Золотые яйцы
«Золотые яйцы» — шестой студийный альбом минского коллектива «Ляпис Трубецкой», ознаменовавший переход группы от вышедшего в тираж «стёб-рока» к более альтернативному ска-звучанию.

## История альбома
Работа над альбомом началась летом 2002 года с записи песен «Лучше, чем в Париже» и «Ласточки». К весне 2003 года в киевской студии продюсера Евгена Ступки было записано несколько песен («Лучше, чем в Париже», «Ласточки», «Саяны», «Курвы», «За полчаса до весны», «Золотые яйцы»). Однако музыканты не остались довольны результатом и продолжили работу над альбомом осенью 2003 года на студии «Селах» (звукорежиссёр — Андрей Жуков). К декабрю 2003 года были записаны практически все композиции альбома, а в феврале были дописаны партии бас-гитары. Две композиции альбома стали популярными задолго до выхода «Золотых яиц» — клипы на них были выпущены в июне («Ласточки») и декабре («Раинька») 2003 года.
В период записи альбома в группе постоянно менялись бас-гитаристы. Если первые записи (лето 2002 года — лето 2003 года) были сделаны при участии Алексея Зайцева, часть песен была сделана с Димой Свиридовичем (осень 2003 года), то финальные партии бас-гитары были исполнены рижским мультиинструменталистом Владимиром «Ёлкиным» Эглитисом.
Незадолго до выхода альбома группу покинул трубач Егор Дрындин, игравший в «Ляпис Трубецкой» с 1995 года.
Накануне релиза «Золотых яиц» Сергей Михалок сбрил наголо длинные волосы, объяснив данный поступок желанием начать новую жизнь.

## Список композиций
| №   | Название                                                               | Длительность |
| --- | ---------------------------------------------------------------------- | ------------ |
| 1.  | «Раинька»                                                              | 3:55         |
| 2.  | «Золотые яйцы»                                                         | 2:39         |
| 3.  | «Лучше, чем в Париже»                                                  | 3:19         |
| 4.  | «Красивая»                                                             | 4:36         |
| 5.  | «Лето в Белоруссии»                                                    | 3:02         |
| 6.  | «Курвы»                                                                | 2:58         |
| 7.  | «Ласточки»                                                             | 4:29         |
| 8.  | «Фабричная»                                                            | 3:24         |
| 9.  | «Курачкі» (рус. Курочки)                                               | 3:07         |
| 10. | «Ты моя»                                                               | 4:02         |
| 11. | «Любови капец»                                                         | 3:12         |
| 12. | «Почтальоны / Ten O'clock Postman» (кавер-версия песни Secret Service) | 4:05         |
| 13. | «Рамонкі» (рус. Ромашки)                                               | 3:00         |

## Участники
- Сергей Михалок — вокал
- Павел Булатников — вокал, бубен
- Руслан Владыко — гитара, клавишные
- Владимир «Елкин» Эглитис — бас-гитара, клавишные, гитара, мандолина, бэк-вокал
- Павел Кузюкович — валторна, труба
- Иван Галушко — тромбон
- Александр Сторожук — ударные, перкуссия

Над альбомом также работали:
- Дима Свиридович — бас-гитара
- Алексей Зайцев — бас-гитара
- Владимир Федорук — аккордеон
- Александр Калиновский — бас-гитара
- DJ Женя — вертушка, скрэтчинг